# ブルボンの封印 (宝塚歌劇)
ミュージカル『ブルボンの封印』（ブルボンのふういん）は、1993年、宝塚歌劇団雪組で上演された舞台作品。18場。
脚本・演出は太田哲則。併演作品は『コート・ダジュール』。

## 概要
この作品は藤本ひとみの同名小説を原作とするが、原作者の承諾を得て物語の内容、および登場人物の設定を変えて上演された。雪組トップスター・一路真輝が主人公ジェームズとフランス国王ルイ14世の二役を演じた。相手役・紫ともはこの公演で退団した。

## 公演期間と公演場所
- 1993年10月29日 - 12月14日[2]（新人公演：11月16日[5]）　宝塚大劇場
- 1994年3月3日 - 3月28日[6]（新人公演：3月15日[7]）　東京宝塚劇場[3]

## 主な楽曲
- 風と光の中で

（作詞：太田哲則、作曲：吉崎憲治）
- ブルボンの封印B.G

（作曲：吉崎憲治）

## スタッフ
- 脚本・演出：太田哲則[1]
- 作曲・編曲：吉崎憲治[2]、高橋城[2]
- 編曲：宮原透[2]
- 音楽指揮（宝塚）[2]：野村陽児、佐々田愛一郎
- 音楽指揮（東京）：清川知巳[6]
- 振付：アキコ・カンダ[2]
- 装置：関谷敏昭[2]
- 衣装：任田幾英[2]
- 照明：今井直次[2]
- 音響：加門清邦[2]
- 小道具：伊集院徹也[8]
- 効果：中屋民生[9]
- 演出助手[9]：藤井大介、加藤誠
- 装置補：広森守[9]
- 衣装補：田口美香[9]
- 舞台進行：濱野文宏[9]
- 製作担当（東京）：長谷山太刀夫[6]
- 制作：古澤真[9]

## 主な登場人物
ジェームズ・ド・ラ・クローシュ
主人公。自分の出生を知らずイギリス領ジャージー島の貴族の養子として育つ。
ルイ14世
フランス国王。
マノン・ボス
ジェームズの幼馴染。薬剤師の娘。
アドリアン・モーリス
ルイ14世の側近。
ジャン・バティスト・コルベール
マザランの部下。
フィリップ
ジェームズの親友。
アンリエット
ルイ14世の従姉妹。
マリエール・ボス
マノンの義理の妹。実は大貴族の娘。
ペロネッタ
ジェームズの乳母。マノン、マリエールの義理の母。
マザラン
枢機卿、フランス最高の権力者。
カータレット
ジャージー島の貴族の当主でジェームズの養父。
ニコラ・フーケ
マザランの部下
モリエール
フランスの劇作家。

## 配役
本公演
- ジェームズ・ド・ラ・クローシュ / ルイ14世：一路真輝
- マノン：紫とも
- アドリアン・モーリス：高嶺ふぶき
- コルベール：轟悠
- フィリップ：香寿たつき
- バッキンガム公爵夫人：千雅てる子
- マザラン：星原美沙緒
- ペロネッタ：京三紗
- カータレット：飛鳥裕
- ル・テリエ：亜実じゅん
- ダルタニヤン：古代みず希
- ミレーヌ：小乙女幸
- フーケ：泉つかさ
- アンリエット：純名里沙
- マリエール：花總まり
- モリエール：有未れお
- ミシェル：和央ようか

新人公演
- ジェームズ/ルイ：和央ようか
- マノン：翠花果
- アドリアン・モーリス：楓沙樹
- コルベール：安蘭けい
- フィリップ：高倉京
- バッキンガム公爵夫人：麻世さくら
- マザラン：葛城七穂
- ダルタニヤン：有未れお
- ミレーヌ：朱未知留

## 参考資料
- 企画・構成・執筆：橋本雅夫 著、編集統括：北川方英 編『夢を描いて華やかに―宝塚歌劇80年史―』宝塚歌劇団、1994年9月9日。ISBN 4-924333-11-5。
- 執筆：國眼隆一 著、編集：森照実・春馬誉貴子・相井美由紀・山本久美子 編『すみれ花歳月を重ねて―宝塚歌劇90年史―』宝塚歌劇団、2004年4月1日。ISBN 4-484-04601-6。 NCID BA66869802。全国書誌番号:20613764。
- 宝塚歌劇団雪組公演『ブルボンの封印 / コート・ダジュール』プログラム。1993年。